# Diethard Huygen
Diethard Huygen (18 mei 1975) is een Belgisch voormalig handballer.

## Levensloop
Huygen werd op 7-jarige leeftijd actief bij Initia Hasselt. In 1998 maakte hij de overstap naar het Duitse TuS Nettelstedt-Lübbecke, alwaar hij twee seizoen actief bleef om vervolgens drie seizoenen voor TVA Saarbrücken uit te komen. Vanaf 2003 speelde hij in het shirt van United Tongeren. In 2005 keerde hij terug naar zijn jeugdploeg, alwaar hij in 2007 zijn spelerscarrière afsloot.
Met Initia Hasselt werd hij zesmaal landskampioen en met United Tongeren eenmaal. In 1997 werd hij verkozen tot handballer van het jaar.